# Moonrise (yacht)
M/Y Moonrise är en superyacht tillverkad av Feadship i Nederländerna. Hon sjösattes i februari 2020 och levererades i juli till sin ägare Jan Koum, en ukrainsk-amerikansk IT-entreprenör.
Hon designades exteriört av De Voogt Naval Architects medan interiören designades av Rémi Tessier. Den är 99,95 meter lång och har en kapacitet på 16 passagerare fördelat på åtta hytter. Superyachten har också en besättning på 32 besättningsmän.